# (3430) Bradfield
(3430) Bradfield es un asteroide perteneciente al cinturón de asteroides, descubierto el 9 de octubre de 1980 por Carolyn Shoemaker desde el Observatorio del Monte Palomar, Estados Unidos.

## Designación y nombre
Designado provisionalmente como 1980 TF4. Fue nombrado Bradfield en honor al astrónomo aficionado australiano neo-zelandés William A. Bradfield.